# Eric Hallgren
Eric Salomon Hallgren, född 20 oktober 1880 i Hedvig Eleonora församling i Stockholm, död 17 oktober 1956 i Hedvig Eleonora församling i Stockholm, var en svensk polis och ämbetsman.
Hallgren, vars far var poliskommissarie, avlade hovrättsexamen i Uppsala 1905. Han blev notarie i Överståthållarämbetet för polisärenden 1910, föreståndare för detektivavdelningen 1917 samt 3:e polisintendent och föreståndare för kriminalavdelningen samma år. Han var polismästare 1930–1936. Han förestod polisväsendet i Slesvig hösten 1919 till våren 1920 med anledning av folkomröstningen 1920. Han deltog i internationella poliskongresser i New York 1923, Wien 1923, Berlin 1926, Antwerpen 1930, Paris 1931, Köpenhamn 1935 och Belgrad 1936.
Hallgren var underståthållare i Stockholm 1937–1945. Han blev ordförande i Stockholms luftskyddsförbund 1938.
Han var från 1909 gift med Ellen Boqvist (1876–1970). De är begravda på Norra begravningsplatsen utanför Stockholm.